# انتخابات الجمعية الإقليمية السنغالية 1957
انتخابات الجمعية الإقليمية في السنغال التي أجريت في 31 مارس 1957. وكانت النتيجة انتصاراً ساحقاً للكتلة الشعبية السنغالية التي فازت بـ 47 مقعداً من أصل 60 مقعداً. كان منافسها الرئيسي، حزب العمل الاشتراكي السنغالي المنتسب إلى الحركة الاشتراكية الأفريقية، قد نجح في توجيه المرابطين ومكن الكتلة الشعبية من الفوز في التصويت الريفي (الذي كان للمرابطين نفوذاً هاماً) إلى حد بعيد.

## النظام الانتخابي
تمت الدعوة للانتخابات بعد اعتماد القانون الإطاري في عام 1956، والذي أسس نظامًا للحكومات شبه المستقلة في المستعمرات المختلفة في غرب إفريقيا الفرنسية.

## الحملة الانتخابية
في حين سيطر المنتسبون إلى التجمع الديمقراطي الأفريقي على معظم انتخابات الجمعية الإقليمية الأخرى، شهدت الانتخابات السنغالية صدامًا بين الأحزاب السنغالية المنتسبة إلى الاتفاقية الأفريقية والحركة الاشتراكية الأفريقية على التوالي.
تطورت الكتلة الشعبية السنغالية المنتسبة إلى الاتفاقية الأفريقية من الكتلة الديمقراطية السنغالية قبل الانتخابات مباشرة. في الفترة التي سبقت الانتخابات، كان زعيم حزب الكتلة الشعبية ليوبولد سيدار سنغور لديه خطاب اشتراكي وقومي أكثر، حيث جذب العديد من النقابيين والمثقفين اليساريين للانضمام إلى قيادة الكتلة.

## النتائج
تم انتخاب نائب واحد من مدينة كيدوغو من بين القوائم الإقليمية المختلفة التي تنافست في الانتخابات. لم يتم انتخاب أي امرأة في المجلس.
| الحزب                           | الحزب                           | الأصوات   | %      | المقاعد |
| ------------------------------- | ------------------------------- | --------- | ------ | ------- |
|                                 | الكتلة الشعبية السنغالية        | 449٬844   | 78.04  | 47      |
|                                 | حزب العمل الاشتراكي السنغالي    | 66٬458    | 11.53  | 12      |
|                                 | القوائم الإقليمية               | 58٬465    | 10.14  | 1       |
|                                 | آخرون                           | 1٬631     | 0.28   | 0       |
| المجموع                         | المجموع                         | 576٬398   | 100.00 | 60      |
|                                 |                                 |           |        |         |
| الأصوات الصحيحة                 | الأصوات الصحيحة                 | 576٬398   | 99.18  |         |
| الأصوات الباطلة والفارغة        | الأصوات الباطلة والفارغة        | 4٬770     | 0.82   |         |
| مجموع الأصوات                   | مجموع الأصوات                   | 581٬168   | 100.00 |         |
| الناخبين المسجلين ومعدل الإقبال | الناخبين المسجلين ومعدل الإقبال | 1٬063٬946 | 54.62  |         |
| المصدر: De Benoist              |                                 |           |        |         |

## ما بعد الانتخابات
بعد الانتخابات، اختارت الكتلة الشعبية إبراهيما سيدو نداو من كاولاك كرئيس للجمعية.